# Keep on Walking
Keep on Walking è un brano musicale del gruppo britannico Scouting for Girls prodotto da Andy Green per l'album di debutto del gruppo, intitolato Scouting for Girls. Il brano è stato pubblicato come sesto singolo estratto dall'album, il 9 marzo 2009.

## Tracce
CD Singolo
1. Keep On Walking
2. Can't Help Falling In Love (live)
3. Elvis Ain't Dead (live)
4. Keep On Walking (live)